# ولتر هاوارث
ولتر هاوارث (Walter Norman Haworth) هو كيميائي بريطاني ولد في 19 مارس 1883 وتوفي في 19 مارس 1950. عرف كثيرا بأعماله حول الفيتامين ج.
درس في الكيمياء في جامعة مانشستر رغم معارضة عائلته بعد أن عمل في مصنع والده. في سنة 1909 ذهب إلى جوتنحن حيث عمل في مختبر أوتو فالاش حيث تحصل على الدكتوراه سنة 1910.
في سنة 1911 تحصل على وظيفة في كلية امبريال وذهب سنة 1912 إلى سانت أندروز وعمل فيها محاضرا ثم انتقل إلى درهام سنة 1920. في سنة 1925 أصبح بروفسورا في جامعة برمنغهام وبقي فيه حتى تقاعده في 1948.
تحصل على جائزة نوبل في الكيمياء سنة 1937 وذلك لأعماله على فيتامين ج والسكريات متقاسما إياها مع بول كارير.